# Premio Alfaguara de Novela
El Premio Alfaguara de Novela en lengua castellana lo creó en 1965 la editorial homónima (fundada un año antes por el escritor Camilo José Cela, autor de la obra La familia de Pascual Duarte) y se siguió convocando hasta 1972. Su dotación económica era de 200 000 pesetas.
En 1980, Alfaguara fue adquirida por el Grupo Santillana y, tras veinticinco años de ausencia, en 1998 se volvió a convocar el premio de forma anual, dotado de una cuantía económica de 175 000 dólares y una escultura del artista español Martín Chirino. El galardón se falla en la sede del Grupo en Madrid entre febrero y marzo, y se entrega un mes más tarde.
La obra ganadora se distribuye simultáneamente en España, Latinoamérica y Estados Unidos y esto, junto a la calidad de las obras galardonadas, le ha conferido gran prestigio.
Como dato curioso, el escritor Manuel Vicent ha obtenido este galardón en dos ocasiones, en 1966 con la obra Pascua y naranjas y en 1999 con Son de mar, que fue adaptada al cine dos años más tarde por el director Bigas Luna.

## Ganadores
| Año         | Novela ganadora                | Autor                     | Nacionalidad       |
| ----------- | ------------------------------ | ------------------------- | ------------------ |
| 1965        | Las corrupciones               | Jesús Torbado             | España             |
| 1966        | Pascua y naranjas              | Manuel Vicent             | España             |
| 1967        | Fauna                          | Héctor Vázquez-Azpiri     | España             |
| 1968        | Corte de corteza               | Daniel Sueiro             | España             |
| 1969        | Desierto                       | Desierto                  | Desierto           |
| 1970        | Todas esas muertes             | Carlos Droguett           | Chile              |
| 1971        | Leña verde                     | Luis Berenguer            | España             |
| 1972        | Florido mayo                   | Alfonso Grosso            | España             |
| 1973 - 1997 | No convocado                   | No convocado              | No convocado       |
| 1998        | Caracol Beach                  | Eliseo Alberto            | Cuba               |
| 1998        | Margarita, está linda la mar   | Sergio Ramírez            | Nicaragua          |
| 1999        | Son de mar                     | Manuel Vicent             | España             |
| 2000        | Últimas noticias del paraíso   | Clara Sánchez             | España             |
| 2001        | La piel del cielo              | Elena Poniatowska         | México             |
| 2002        | El vuelo de la reina           | Tomás Eloy Martínez       | Argentina          |
| 2003        | Diablo guardián                | Xavier Velasco            | México             |
| 2004        | Delirio                        | Laura Restrepo            | Colombia           |
| 2005        | El turno del escriba           | Graciela Montes Ema Wolf  | Argentina          |
| 2006        | Abril rojo                     | Santiago Roncagliolo      | Perú               |
| 2007        | Mira si yo te querré           | Luis Leante               | España             |
| 2008        | Chiquita                       | Antonio Orlando Rodríguez | Cuba               |
| 2009        | El viajero del siglo           | Andrés Neuman             | Argentina · España |
| 2010        | El arte de la resurrección     | Hernán Rivera Letelier    | Chile              |
| 2011        | El ruido de las cosas al caer  | Juan Gabriel Vásquez      | Colombia           |
| 2012        | Una misma noche                | Leopoldo Brizuela         | Argentina          |
| 2013        | La invención del amor          | José Ovejero              | España             |
| 2014        | El mundo de afuera             | Jorge Franco              | Colombia           |
| 2015        | Contigo en la distancia        | Carla Guelfenbein         | Chile              |
| 2016        | La noche de la Usina           | Eduardo Sacheri           | Argentina          |
| 2017        | Rendición                      | Ray Loriga                | España             |
| 2018        | Una novela criminal            | Jorge Volpi               | México             |
| 2019        | Mañana tendremos otros nombres | Patricio Pron             | Argentina          |
| 2020        | Salvar el fuego                | Guillermo Arriaga         | México             |
| 2021        | Los abismos                    | Pilar Quintana            | Colombia           |
| 2022        | El tercer paraíso              | Cristian Alarcón Casanova | Chile              |
| 2023        | Cien cuyes                     | Gustavo Rodríguez         | Perú               |
| 2024        | Los alemanes                   | Sergio del Molino         | España             |
| 2025        | Arderá el viento               | Guillermo Saccomanno      | Argentina          |